# Escut de Suïssa
L'escut de Suïssa presenta des de fa segles una creu grega abscissa d'argent sobre camper de gules i està íntimament lligat a la bandera estatal, que és idèntica a l'escut. La forma de l'escut varia sovint, si bé el 1889 hi va haver una resolució federal on s'incloïa un dibuix de l'escut d'armes.

## Història
No es coneixen els orígens de la creu suïssa, sobre els quals hi ha diverses hipòtesis. Segons alguns historiadors, el símbol hauria nascut pels volts del segle iv, on hauria estat venerat dins els regnes burgundis i hauria figurat als emblemes de la Legió Tebana, massacrada a Saint-Maurice; d'aquí vindria la creu que figura a l'escut d'aquest municipi del Valais. Segons uns altres, el culte dels instruments de la Passió, molt estès a la regió, va fer que alguns cantons incloguessin la creu a la seva bandera cap al segle xii, amb el fons vermell al·lusiu a la sang de Crist. D'altres, finalment, creuen que deriva directament de l'emblema del cantó de Schwyz, un dels fundadors de Suïssa el 1291 juntament amb Uri i Unterwalden, cosa que no resol tampoc la qüestió del seu significat primigeni.

Segell de la República Helvètica

De tota manera, no és fins al 1339 quan la creu helvètica adquireix una certa importància, ja que en aquella època esdevé símbol de la cohesió dels cantons suïssos i apareix a la senyera triangular de les tropes de Berna per distingir-les dels altres cossos bel·ligerants durant la batalla de Laupen. El símbol torna a aparèixer quan el papa Juli II ofereix unes banderes el 1512 a la Confederació Helvètica. No fou, però, fins al segle xvi que la creu seria considerada l'emblema confederal, només interromput durant l'efímera República Helvètica (1798-1803).
L'emblema suís va donar origen, el 1864, al de la Creu Roja, durant la primera Convenció de Ginebra; de fet, l'emblema d'aquesta organització internacional no és més que la bandera suïssa amb els colors intercanviats.